# اتحاد مكابي العالمي

شعار اتحاد مكابي العالمي.

اتحاد مكابي العالمي هو منظمة يهودية دولية رياضية تأسس عام 1921 ويغطي 5 قارات وأكثر من 50 دولة، ويوجد فيه 400,000 عضوا. اتحاد مكابي العالمي ينظم دورة ألعاب مكابيه وهو حدث دولي بارزا في ألعاب القوى اليهودية.
تضم المنظمة ستة اتحادات هي :
- اتحاد مكابي الإسرائيلي.
- اتحاد مكابي الأوروبي الكونفدرالية.
- اتحاد مكابي في أمريكا الشمالية.
- اتحاد مكابي في أمريكا اللاتينية.
- اتحاد مكابي في جنوب أفريقيا.
- مكابي الأستراليا.